# فرودگاه برنس لیک
فرودگاه برنس لیک (به انگلیسی: Burns Lake Airport) یک فرودگاه همگانی با کد یاتا YPZ است که یک باند فرود آسفالت دارد و طول باند آن ۱۵۴۲ متر است. این فرودگاه در کشور کانادا قرار دارد و در ارتفاع ۷۱۴ متری از سطح دریا واقع شده‌است.